# Sari Essayah
Sari Miriam Essayah, född 21 februari 1967 i Haukivuori, är en finländsk före detta friidrottare (gångare) samt ledamot av Europaparlamentet. Hon var Kristdemokraternas partisekreterare 2007–2009 och är partiledare sedan 2015.
Essayah tävlade huvudsakligen på den kortare distansen 10 kilometer gång och var som bäst i mitten av 1990-talet. På meritlistan finns VM-guld 1993 och EM-guld 1994 på hemmaplan i Helsingfors.
Efter OS 1996, där Essayah slutade på 16:e plats, valde hon att avsluta sin karriär och slutföra sina studier vid Vasa universitet (ekonomie magister). 
Essayah är pingstvän och kolumnist i kristna tidningar. Mellan åren 2003 och 2007 var Essayah ledamot av Finlands riksdag för Kristdemokraterna. I Europaparlamentsvalet 2009 blev hon invald som kristdemokrat tack vare partiets valförbund med Sannfinländarna. Hon har varit Kristdemokraternas kandidat i presidentvalen 2012 och 2024.
Essayahs far är marockansk och hennes mor finsk.